# Seven Dwarfs Mine Train
Seven Dwarfs Mine Train est un parcours de montagnes russes de type train de la mine réalisé par Vekoma. Il est situé à Fantasyland au Magic Kingdom de Walt Disney World Resort, près d'Orlando, aux États-Unis et dans le même land de Shanghai Disneyland, à Pudong en Chine. Il est basé sur Blanche-Neige et les Sept Nains, le premier long-métrage d'animation et « classique d'animation » des studios Disney.

## Histoire
Le 12 septembre 2009, Disney annonce l'agrandissement de Fantasyland. Entre mi-2010 et mi-2014, Fantasyland connaît une large période d'expansion et de rénovation. Le 18 janvier 2011, le projet est modifié avec entre autres l'ajout d'un petit train de la mine Vekoma sur le thème des Sept nains de Blanche-Neige.
Pour la construction et l’extension de cette phase, l'attraction Snow White's Scary Adventures ferme définitivement le 31 mai 2012 après 40 ans de service. Princess Fairytale Hall, un nouveau point de rencontre des Disney Princess ouvre fin 2013 en lieu et place du parcours scénique. Une nouvelle zone arborée basée sur le long-métrage d'animation propose le chalet de Blanche Neige et le train de la mine Seven Dwarfs Mine Train.
L'attraction ouvre en soft-opening, le 21 mai 2014 et ouvre normalement, le 28 mai 2014.

## Parcours
Seven Dwarfs Mine Train traverse des sections extérieures et intérieures composées de scènes de Blanche-Neige et les Sept Nains en parcours scénique dont la mine de diamants avec les audio-animatronics des nains aux visages animés par rétroprojecteur.
Les chansons du film sont diffusées dans l'attraction. La plupart des audio-animatronics de la scène finale du chalet sont récupérés de l'attraction fermée Snow White's Scary Adventures. De plus, les vautours de la même attraction sont perchés sur une structure d'exploration au sommet de la première montée à chaîne.
Sans inversion, l'attraction a la particularité de proposer un nouveau type de wagons car ceux-ci pourront se balancer en fonction des déplacements du train,. Celui-ci comporte cinq wagons composés de deux rangées de deux sièges pour un total de 20 voyageurs par train. Deux montées à chaîne sont présentes sur le circuit. La première est suivie d'une chute de 9,4 mètres et la deuxième d'une chute de 12,5 mètres.

## Les attractions

### Magic Kingdom
- Ouverture : 28 mai 2014
  - Pré-ouverture : 21 mai 2014
- Conception : Walt Disney Imagineering

### Shanghai Disneyland
Un circuit de montagnes russes similaire est présent dans le parc chinois,.
Cette attraction bénéficie du système Disney Premier Access
- Ouverture : 16 juin 2016 (avec le parc)
- Conception : Walt Disney Imagineering